# سد ریومون
سد ریومون (به انگلیسی: Ryumon Dam) یک سد وزنی بتنی واقع در استان ساگا در ژاپن می‌باشد با هدف تأمین آب احداث شده‌است. مساحت حوزه آبریز این سد ۳٫۲ کیلومتر مربع است و در مواقعی که پر شده باشد، شانزده هکتار زمین منطقه زیر آب می‌رود و می‌تواند تا دو میلیون و سیصد و پنجاه هزار مترمکعب آب را در خود ذخیره کند.